# Célébration
Pour les articles homonymes, voir Célébration (homonymie).
La célébration est une cérémonie, ensemble de rituels, de récits et de signes, qui rassemble périodiquement, en un temps et un lieu déterminés, une communauté qui veut renforcer sa cohésion et s'ouvrir un avenir, en célébrant un événement du passé, important et fondateur et en se reliant ainsi au divin.
Dans toutes les cultures, les célébrations se sont peu à peu structurées au cours de l'histoire, et ont donné naissance aux religions. Aujourd'hui nombreux sont ceux qui, n'adhérant à aucune religion, appartiennent à des communautés laïques (groupes de motards, couples, etc.) et éprouvent le besoin d'en célébrer les évènements importants. Ils sont encore obligés de « passer » par les religions, mais, peu à peu, des associations émergent pour proposer des « célébrations laïques », et une « spiritualité laïque » se formalise[réf. nécessaire].

## Types de célébrations
On distingue plusieurs sortes de célébrations selon les communautés et les organisations dans le monde.

### Célébration religieuse
La célébration religieuse est basée sur la fondation spirituelle de chaque religion.
- La célébration du Ramadan est la fête de la rupture du jeûne de Ramadan. Cette fête regroupe toutes Les adeptes de la religion d'Islam du monde entier.
- La célébration ou fête des Pâques[1] qui signifie le passage de la mort à la vie. La pâque, que ce soit juive ou pas, est célébrée par les chrétiens du monde entier en honneur du Christ.
- La célébration du vaudou est la partie visible du culte des ancêtres proclamé par des festivités dans différentes communautés noirs Africaine et même dans la Diaspora. Le culte des ancêtres en Afrique noire est un pilier fondamentale de la religion Africaine[2].

### Célébration culturelle
La célébration culturelle regroupe les fêtes traditionnelles dans différentes communautés dans le monde.
- Les fête des moissons chez les juifs selon la Bible est une fête culturelle.
- La fête Godogbe za de Gblinkomegan.
- Le festival Akwasidae chez les Ashanti du Ghana.
- Nonvitcha du peuple Xwla et pedah du Bénin.
- Festival Qixi en chine qui valorise les jeunes filles dans leur activité serviable au sein de leur communauté.

### Célébration nationale
La célébration nationale est une fête décrétée pour toute une nation. En chine on célèbre le 1er octobre 1949, la date de la création de la République de la Chine.